# Торре-де-лас-Аркас
Торре-де-лас-Аркас (ісп. Torre de las Arcas) — муніципалітет в Іспанії, у складі автономної спільноти Арагон, у провінції Теруель. Населення — 37 осіб (2010).
Муніципалітет розташований на відстані близько 260 км на схід від Мадрида, 65 км на північний схід від міста Теруель.

## Демографія
Динаміка населення (INE ):